# 希波利特·肯普夫
希波利特·肯普夫（德語：Hippolyt Kempf，1965年12月10日—），瑞士男子北欧两项运动员。他曾代表瑞士参加1988年、1992年和1994年冬季奥林匹克运动会北欧两项比赛，获得一枚金牌、一枚银牌和一枚铜牌。